# Gillain Berry
Gillain Berry (Giamaica, 1986) è una modella olandese, incoronata Miss Aruba 2011, e rappresentante di Aruba a Miss Universo 2011.

## Biografia
Prima di partecipare a Miss Aruba, Gillain Berry aveva già lavorato come modella professionista, ed era già apparsa in pubblicità e riviste locali. Il 4 dicembre 2010 ha partecipato al concorso di bellezza Miss Aruba, tenuto a Oranjestad, dove è stata incoronata vincitrice ed ha ottenuto il diritto di rappresentare Aruba all'edizione del 2011 di Miss Universo. A novembre dello stesso anno, Gillain Berry gareggerà anche a Miss Mondo 2011, che si terrà a Londra.